# Частий, Николай Андреевич
Николай Андреевич Ча́стий (укр. Микола Андрійович Частій; 1905—1962) — украинский советский оперный певец (бас). Народный артист Украинской ССР (1941). Лауреат Сталинской премии первой степени (1950).

## Биография
Родился 9 (22 мая) 1905 года в городе Валки (ныне Харьковская область, Украина). В 1929 году окончил Харьковский МДИ (ученик Н. Л. Чемезова). В 1930—1935 годах солист ХАТОБ, в 1941—1944 годах — ГрАТОБ имени З. П. Палиашвили, в 1935—1941 и в 1944—1958 — КУАТОБ имени Т. Г. Шевченко. В годы Великой Отечественной войны 1941—45 работал в Грузинском театре оперы и балета.
Выступал как концертный певец (украинские народные песни, произведения русских и украинских композиторов).
Умер 18 ноября 1962 года в Киеве.

## Оперные партии
- «Иван Сусанин» М. И. Глинки — Иван Сусанин
- «Евгений Онегин» П. И. Чайковского — Гремин
- «Русалка» А. С. Даргомыжского — Мельник
- «Князь Игорь» А. П. Бородина — Галицкий
- «Фауст» Ш. Гуно — Мефистофель
- «Проданная невеста» Б. Сметаны — Кецал
- «Севильский цирюльник» Дж. Россини — Дон Базилио
- «Даиси» З. П. Палиашвили — Цангала
- «Запорожец за Дунаем» С. С. Гулак-Артемовского — Карась
- «Наталка-Полтавка» Н. В. Лысенко — Выборный

## Награды и премии
- Орден «Знак Почёта» (1951)[4].
- Народный артист Украинской ССР (1941).
- Сталинская премия первой степени (1950) — за исполнение роли Посла в кинокартине «Щит Джургая» (1944).
- 3-я премия на Всесоюзном конкурсе музыкантов-исполнителей (1935).